# F. Edlinger
Die Firma F. Edlinger Kommanditgesellschaft war ein Betrieb der Textilveredlung aus Wien. Das Unternehmen gilt als ein Erfinder des Kunstleders und existierte von 1800 bis 1986. Bei der Schließung galt Edlinger als größter und ältester Betrieb seiner Branche in Österreich.

## Geschichte
Im März 1799 kam der im Jahr 1769 in Hirschbach (Bezirk Gmünd) im Waldviertel geborene Weber Franz Edlinger nach Wien, wo er sich zunächst als Sänftenträger verdingen musste. Bereits im August desselben Jahres heiratete er die ebenfalls aus dem Waldviertel stammende Wäschereiinhaberin Elisabeth Leitgeb und arbeitete fortan im nun gemeinsamen Betrieb.
Da das damals übliche Verfahren der sog. Rasenbleiche, bei welcher das Gewebe allein durch die Sonne gebleicht wirkt, sehr zeitaufwendig war, beschäftigte er sich schon sehr bald mit der Kunstbleiche von Textilien. Bereits 1800 scheint er dementsprechend als „Weißbleicher“ in der Siebenbrunnengasse in Matzleinsdorf auf. Nach 10 Jahren erfolgreicher Führung übersiedelt die Wäscherei/Bleicherei nach Gumpendorf in die heutige Mollardgasse. Franz Edlinger starb am 29. Jänner 1810 im Alter von 42 Jahren, seine Witwe führte den Betrieb, obwohl sie bereits Anfang März den Wollwarenfabrikanten Gottlieb Förster heiratete, erfolgreich weiter und übergab ihn später an ihren Sohn Michael Florian Edlinger.
In den folgenden Jahrzehnten wuchs der Betrieb und zog mehrmals innerhalb von Gumpendorf um. Michael Edlinger modernisierte und mechanisierte das Unternehmen, in dem er zwei Pferdegöpel mit insgesamt 24 Pferden aufstellen ließ und die Bleichmaschinen statt von Hand nun von diesen angetrieben wurden. Neue Textilmaschinen wurden in Deutschland angeschafft und der Leinwanddruck eingeführt, was ein Darlehen der Ersten Österreichischen Sparkasse notwendig machte. Michael Edlinger starb 1858, seine Witwe Elisabeth führte den Betrieb als M. Edlingers Witwe & Sohn weiter und übergab ihn schließlich 1874 an ihren Sohn Ferdinand Edlinger (1844–1932).
Dieser kaufte am 10. Mai 1882 ein großes Gelände im damals noch ländlichen Kaisermühlen (damals noch im 2. Wiener Gemeindebezirk gelegen), welches zwischen der regulierten Donau und der Alten Donau lag und über den Vorteil der für Färberei und Bleichung notwendigen Wassermengen verfügte. Hier, an der heutigen Adresse Schiffmühlenstraße 92–116, weitete sich der Betrieb auf bis zu 11.000 m2 Grundfläche aus und entwickelte sich zum bedeutendsten und größten seiner Art in Österreich. 1884 war Edlinger der erste Betrieb in Kontinentaleuropa, der die Merzerisation von Baumwolle industriell anwendete. Bereits 1885 wurde der Betrieb elektrifiziert.
Zahlreiche Patente zur Textilverarbeitung und -veredelung wurden angemeldet, beispielsweise 1915 ein heute noch in Gebrauch stehender Geschwindigkeitsregler für stufenlose Getriebe in Textilmaschinen. 1922 wurde von Edlinger vermutlich das erste Kunstleder erfunden und zur Produktionsreife gebracht, der Herstellungsprozess wurde allerdings erst 1948 erst zum Patent angemeldet. 1925 wurde der Betrieb in eine Kommanditgesellschaft umgewandelt. Nach dem Tod dem Tod Ferdinand Edlingers im Jahr 1932 übernahmen seine Söhne Alfred und Richard Edlinger den Betrieb. Eine Explosion eines Babcock & Wilcox-Dampfkessels im Kesselhaus sorgte 1935 für großen Schaden an den Gebäuden.
Alfred Edlinger wurde als Vertreter des ständestaatlichen katholisch-konservativen Lagers nach dem Anschluss Österreichs am 16. März 1938 von der Gestapo festgenommen und im September 1938 ins KZ Buchenwald deportiert, wo er bis 23. Dezember desselben Jahres in Haft blieb. Er war neuerlich von 9. November bis 23. Dezember 1939 in Haft.
Die Brüder bauten den Betrieb nach dem Zweiten Weltkrieg wieder auf, dieser erreichte 1950 eine Leistung von 40.000–50.000 m Stoff pro Tag. 1956 wurde das Stammhaus in Gumpendorf verkauft. In der Nachkriegszeit befand sich auch eine eigene Kunststofferzeugung (Polyurethan für die Kunstledererzeugung) unter dem Namen TEBBE (Textil Beschichtung Betrieb Edlinger) am Firmenstandort, deren Produkt auch zur Lack- und Klebstofferzeugung verwendet wurde. Auch ein eigenes Schwimmbad im Garten des A-Werkes gab es, es wurde mit Abdampf aus der Fabrik geheizt. Zur Stromgewinnung setzte man lange Zeit auf Dampfkraft, so wurde beispielsweise noch 1963 eine 1.500 PS starke Gegendruckdampfturbine von ELIN mit einer Drehzahl von 12.500/min angeschafft. Der Abdampf ging in die Kunstledererzeugung und in die Appretur.
Im Zuge einer Textilkrise musste das traditionsreiche Unternehmen im Jahr 1986 schließen. Auf dem ehemaligen Firmenareal stehen heute Wohnbauten.